# 雞塊

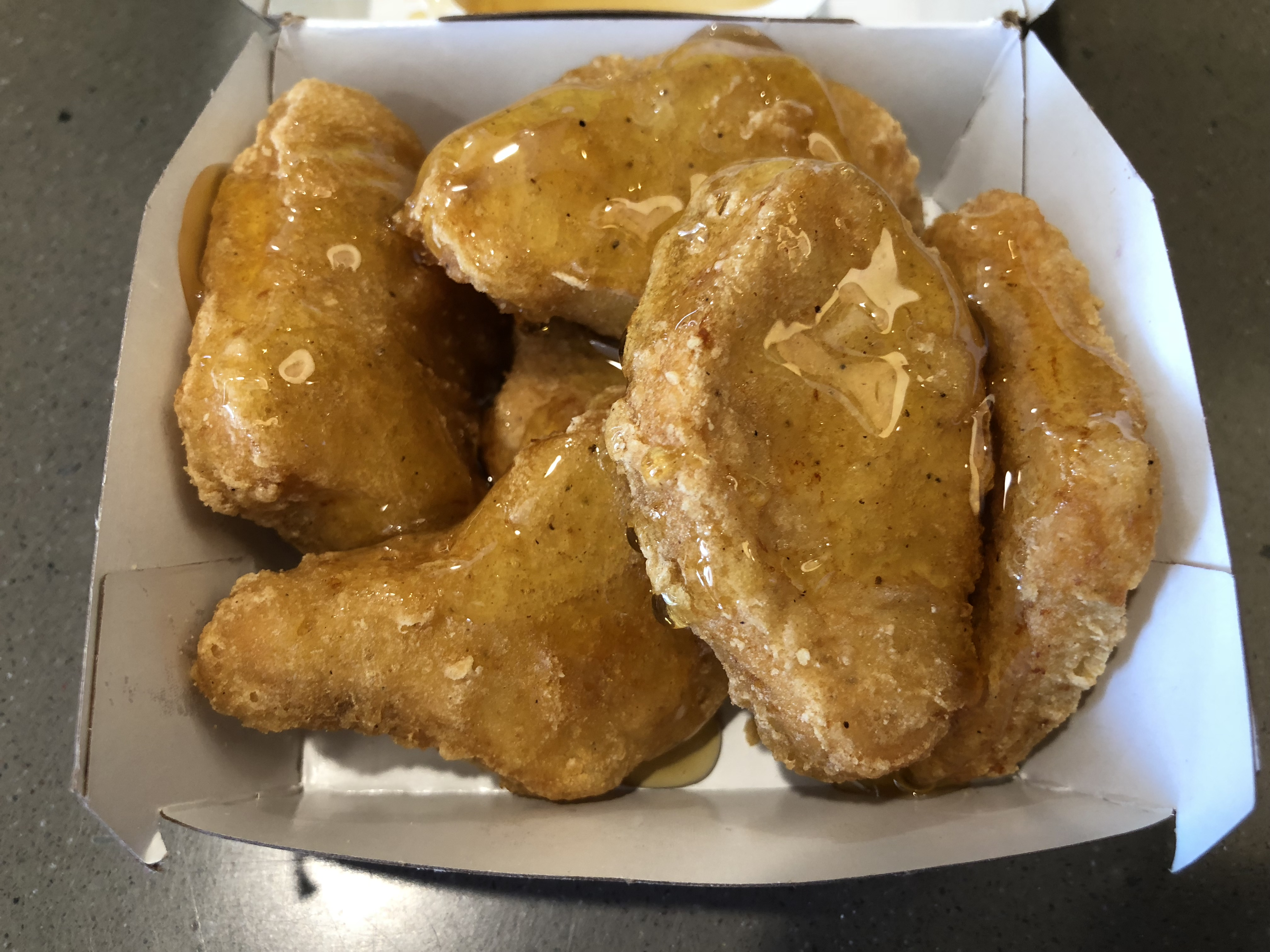
一家餐厅的蜂蜜鸡块

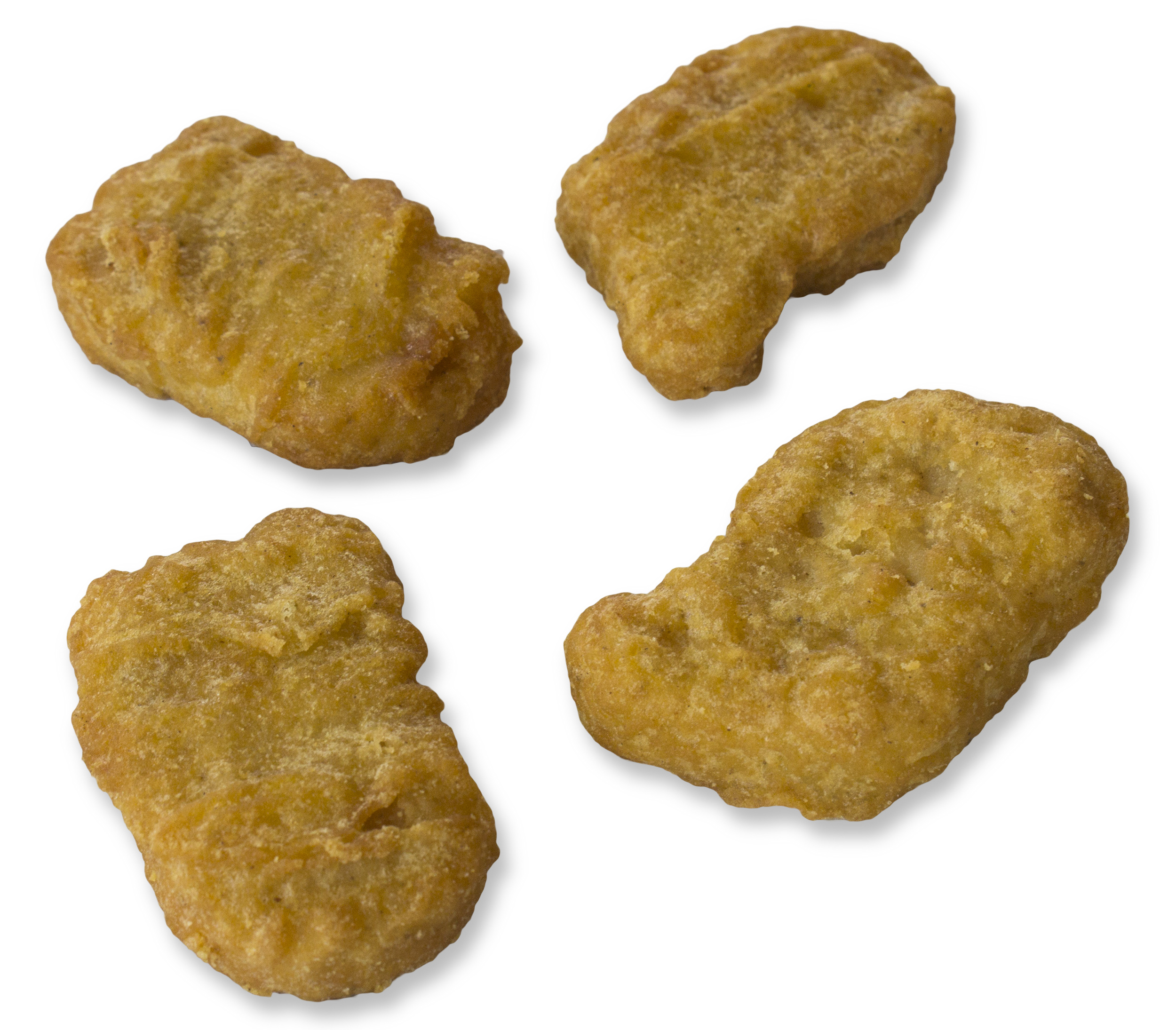
麥樂雞

炸雞塊（英語：Chicken nugget）是一種將雞胸肉和少量奶油打混成肉漿（Meat slurry）或搗成為絞肉（Ground meat）、在表面上包裹麵粉、麵包粉（Bread crumbs）或是麵糊模製成形後，再藉由烘焙、油煎或者油炸等烹飪手法而製成的「塊狀」雞肉食品。一般來說快餐店通常是以蔬菜油或者是椰子油等植物油來油炸雞塊。
炸雞塊現今已成為美國著名的食物類型之一，並且在包括麥當勞、漢堡王與肯德基等快餐店中作為主要的速食餐點之一，一些餐館也會專門為家庭客戶提供這類菜單選擇。

## 歷史
「炸雞塊」（Chicken nugget）本身的稱呼，源自於英語中的「雞」（Chicken）以及「塊金」（Gold nugget）所組成的混成詞。雞塊是美國康乃爾大學食品科學教授羅伯特·貝克於1950年代發明的一種肉類食品，並且在未申請專利情況下直接視為學術作品來發表。羅伯特·貝克將雞胸肉製成的肉漿預先煮熟後將其分成大約拇指大小的塊狀，然後在外表上裹上麵包粉或者是玉米片後將其快速油炸，製作出了歷史上第一批雞塊食品。貝克的食物做法發明除了一方面能夠讓雞塊呈現出各式各樣的外觀外，另一方面也使得雞塊能作為一種急凍食品而廣泛在食品市場中進行銷售。而麥當勞的食物商品之一麥克雞塊，則是在1979年委託泰森食品公司所開發出來並且申請專利的配方，之後於1980年開始正式銷售這項食品。根據2003年的一份統計資料指出，麥當勞平均一年能夠賣出近480萬份的麥克雞塊。

## 食物
今日的絕大部分雞塊是透過機器來對肉雞（Broiler）雞肉與雞皮進行分離處理後才做成規格統一的食品，但基於成本考量以及方便聚合而往往仍會添加較一定比例的雞皮，也可能會在製作時候添加香辛料或者是食品添加物等等。雖然雞塊大多是由脫去皮膚的雞肉製成，不過有些時候除了添加雞皮外也可能加入其他肉類一同調配而成，對此美國自身制定的法律則是要求製造廠商不能夠將不同類型的肉一同烹調處理。而在烹調過程上除了傳統放入鍋子且加入食用油（Cooking oil）油炸外，也出現了在烤箱烘焙或者是平底鍋油煎的技術。通常在食用雞塊時會搭配醬料使用，這包括有燒烤醬、甜酸醬或者是芥末醬等等。此外也有些雞塊則是歸類為簡便的方便食品（Convenience food）或者是盒裝電視便餐（TV dinner）銷售的模式，主要是將一般家庭視為主要的消費者族群。
2003年時，麥當勞由於推出麥克雞塊這項商品而遭到38名肥胖青少年的家庭控訴。2004年時，消費檢驗基金會（Stiftung Warentest）在檢驗20多家廠商後提出一份研究報告，內容則指出各家雞塊在肉這部分的品質差異較大。同時在報告中也提到在雞塊尚未烹煮前大約會保留有45％的面皮外表，但是在經過油炸之後大約只剩下28%左右。而其他研究報告也指出相較於其他肉類食物而言，在沒有處於冷凍的情況下雞塊更容易受到微生物影響而腐壞。

### 替代食物
在雞塊取得成功後，有些快餐店開始嘗試為素食消費者提供替代選擇。麥當勞率先推出以蠶豆代替雞肉製成的「菜園麥克雞塊」（Garden McNuggets），然而之後該餐點仍由另一項商品蠶豆漢堡所取代。儘管大部分快餐店所提供的素食雞塊多為蠶豆製成，一些連鎖快餐店則針對食材這部分做出不同的變化。其中愛爾蘭的連鎖快餐店R. Haecker's除了原先推出的雞塊套餐之外，另外推出了以以蠶豆與捲心菜製成「翡翠島」（Emerald Isle）為主的素食雞塊套餐，並且另外提供素食食用的蜂蜜與芥末醬來作為搭配。而瑞典的連鎖快餐店麥斯漢堡（Max Hamburgers）則推出了被稱作「法拉費盒子」（Falafel Box）的素食雞塊餐點，其中主要材料便是以中東蔬菜球為基礎進行研發的。

## 圖庫

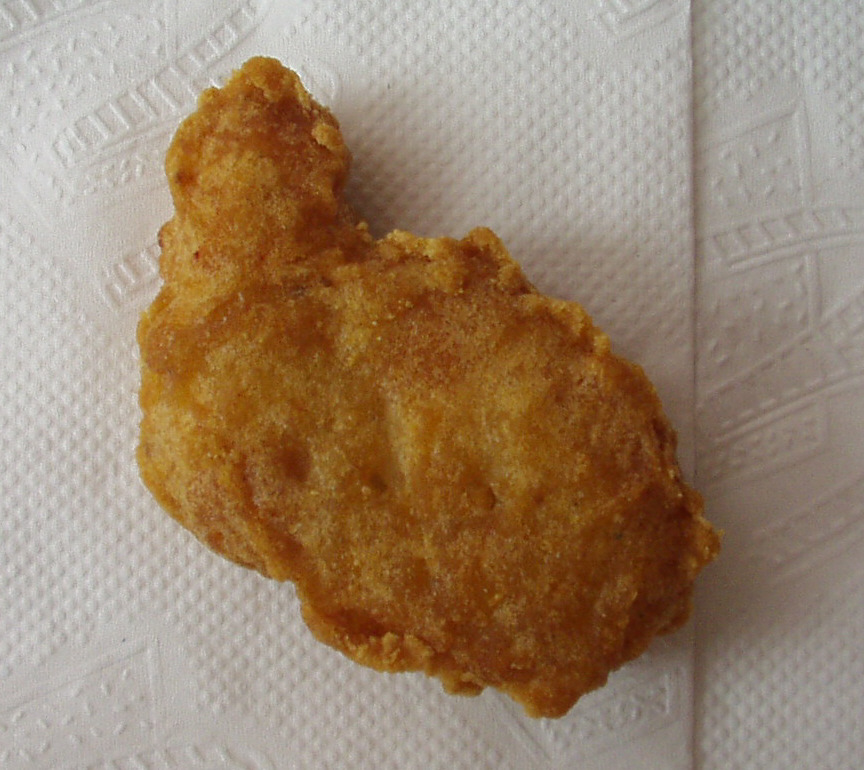
德國麥當勞推出的麥克雞塊。
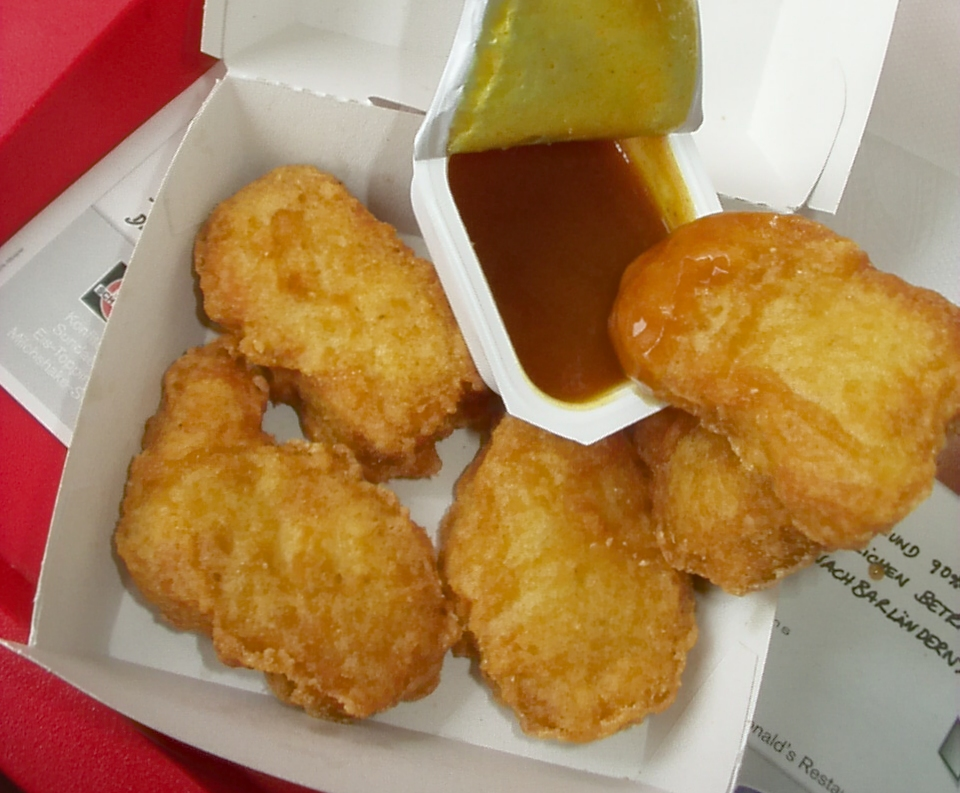
德國麥當勞所提供的6塊麥克雞塊與1盒咖哩沾醬。
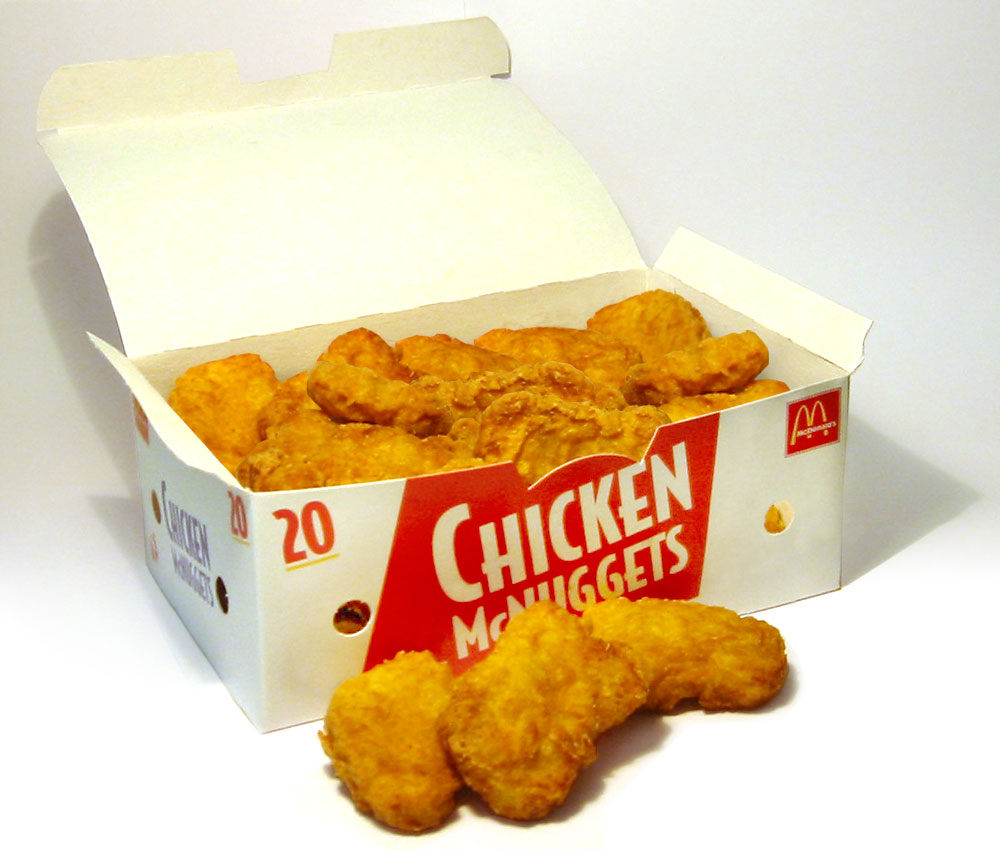
麥當勞所推出20塊雞塊所組成的套餐。
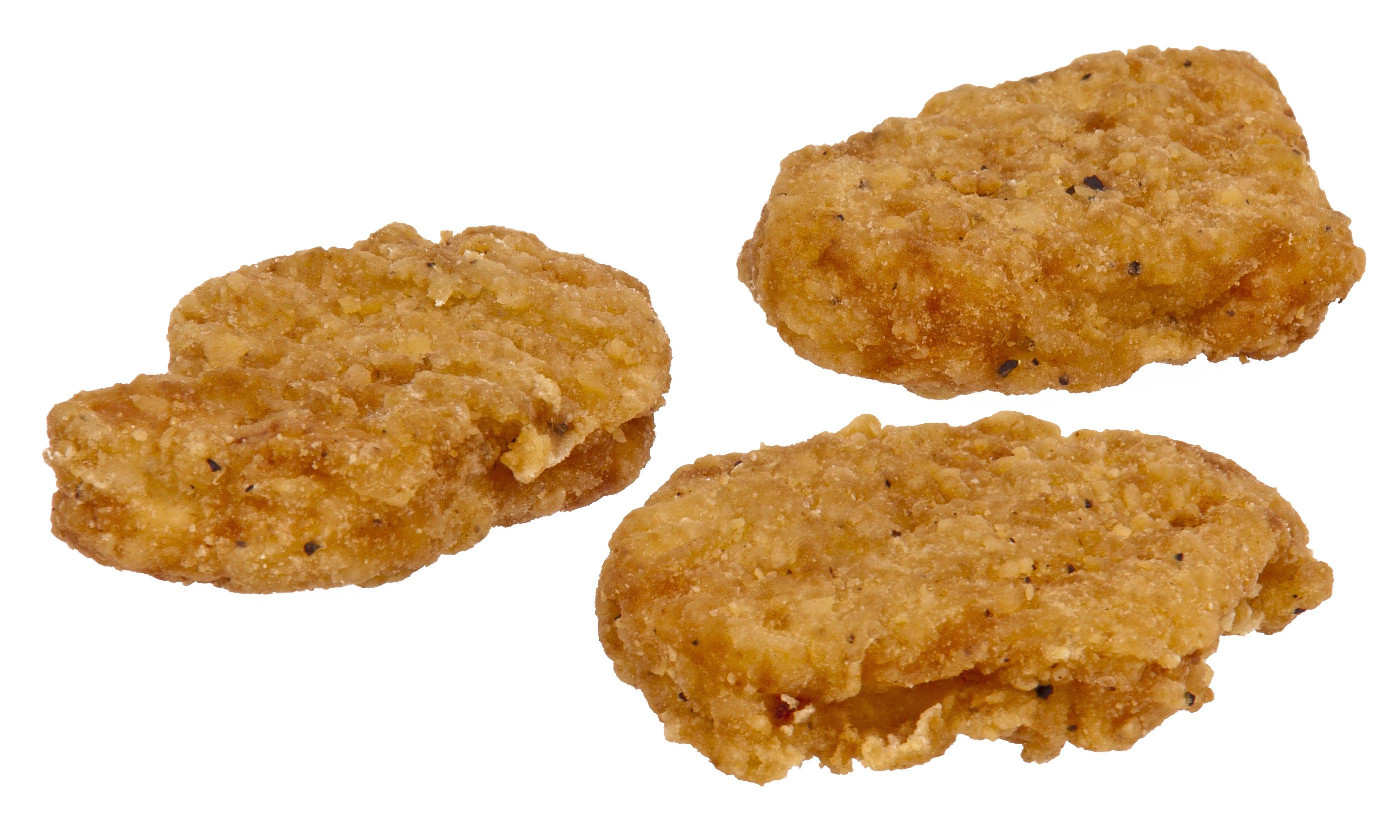
漢堡王販售的3塊雞塊。
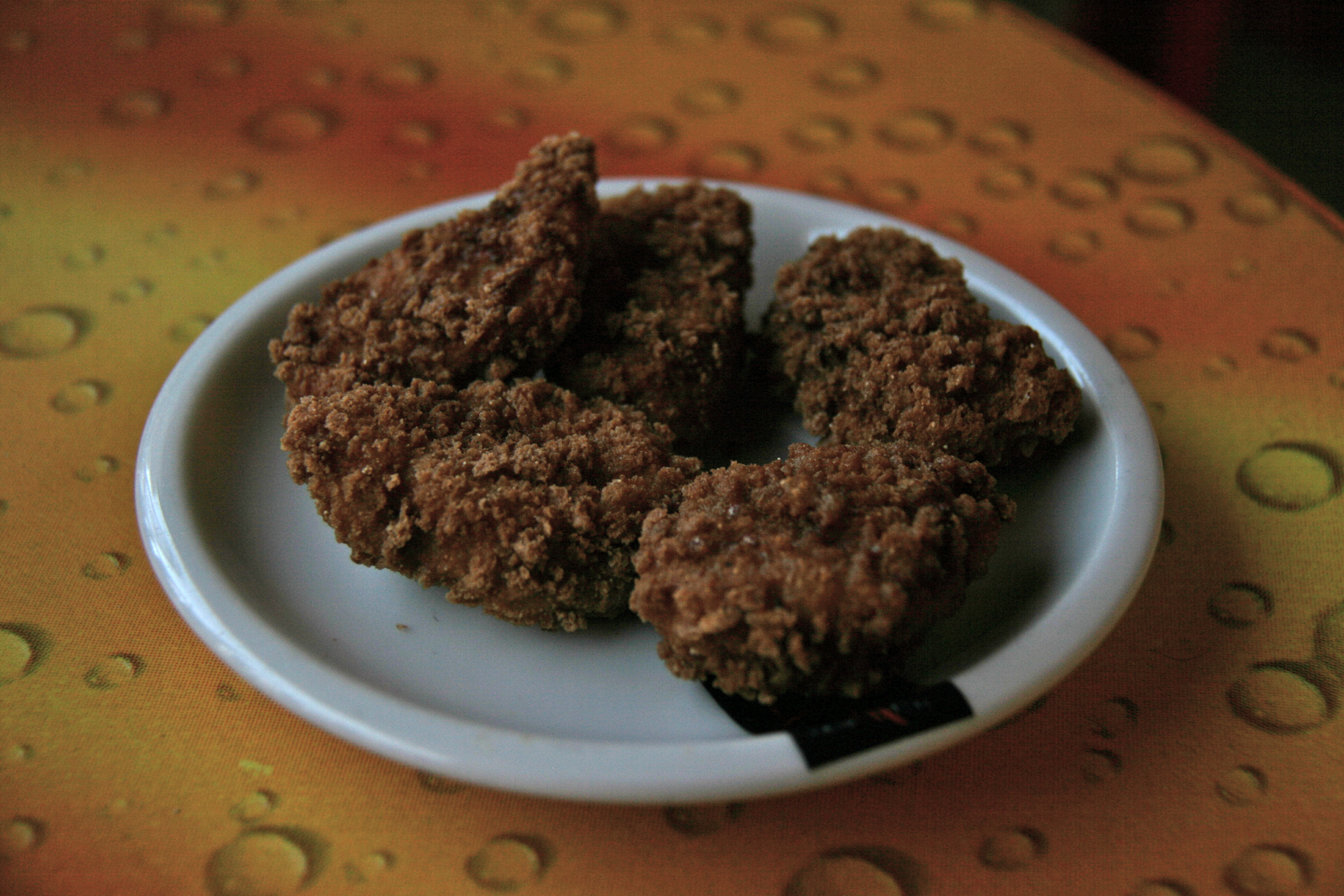
西班牙一家餐館作為塔帕斯所提供的雞塊。
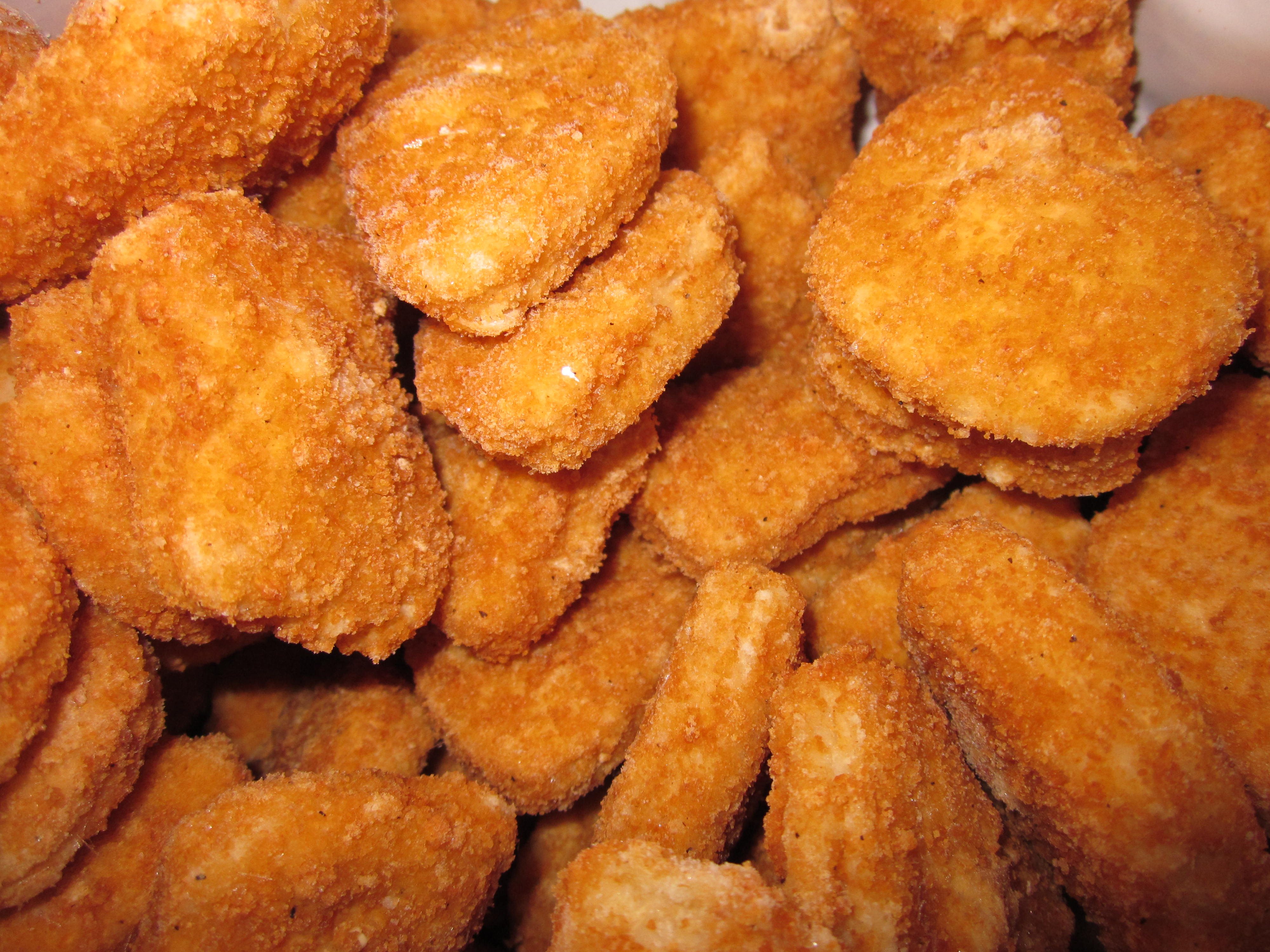
1批佛斯特農場（Foster Farms）製造的冷凍雞塊。
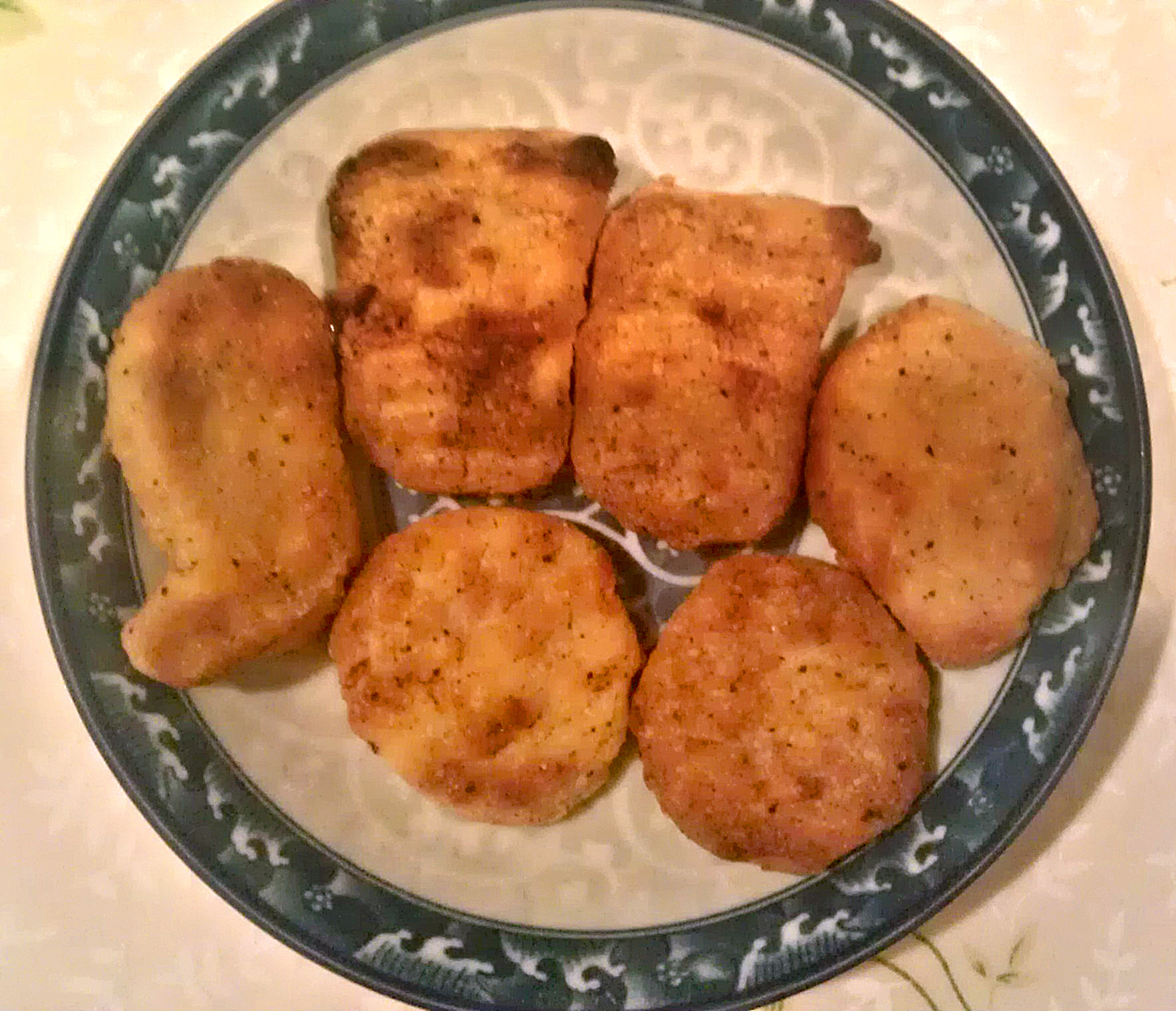
一些烤雞塊。

## 外部連結
- （德文） Chicken Nuggets: Sushi des Volkes （页面存档备份，存于）
- （文） Broilerinuggetti, friteerattu, laktoositon
- （阿拉伯文） طريقة عمل تشيكن ناجتس للريجيم